# Desert antàrtic de Maudlàndia
El desert antàrtic de Maudlàndia és una ecoregió limitada a una petita part de la superfície de l'Antàrtida Oriental que no està coberta de gel i a una altra part amb gel permanent però amb flora i fauna detectables. Aquestes parts de l'ecoregió són tant costaneres com interiors.

## Divisió biogeogràfica de L'Antàrtida.
L'Antàrtida es pot dividir aproximadament en dues regions biogeogràfiques: la Península Antàrtica, aquí anomenada Marielàndia, i la costa continental, o Maudlàndia. Les muntanyes transantàrtiques s'estenen al llarg de 3200 km dividint el continent en est (Maudlandia) i oest (Marielandia).

## Ecoregió de Maudlàndia
Les petites àrees que romanen lliures de gel (oasis antàrtics), inclouen les valls seques de McMurdo, que constitueixen una regió de biodiversitat de tipus tundra. La precipitació líquida (pluja) és força rara, amb un valor anual de poc més de 10-15 cm. Aquesta ecoregió es considera desert antàrtic i es concentra dins de tres valls paral·leles, Victòria, Wright i Taylor, a prop de la Fossa McMurdo.
L'única vida vegetal terrestre són els líquens, molses i algues que s'arrapen a les roques i s'adapten al fred i al vent. Hi ha una gamma limitada d'invertebrats, inclosos els nematodes, col·lèmbols, àcars i mosquits, que viuen entre les molses i líquens.
Les costes alberguen aus marines, pingüins i foques, que s'alimenten a l'oceà circumdant, inclòs el pingüí emperador, que es reprodueix en el fred i fosc hivern antàrtic. Entre les aus marines hom troben a més el fulmar austral, petrell gegant antàrtic, petrell del Cap, petrell de les neus, ocell de tempesta de Wilson, paràsit austral i el petrell antàrtic.
Entre les foques: foca lleopard, foca de Weddell, elefant marí, foca ros i la foca de Ross, que es reprodueixen a la capa de gel circumdant a l'estiu.